# NGC 5482
NGC 5482 est une vaste galaxie lenticulaire située dans la constellation du Bouvier. Sa vitesse par rapport au fond diffus cosmologique est de 7 362 ± 18 km/s, ce qui correspond à une distance de Hubble de 108,6 ± 7,6 Mpc (∼354 millions d'al). NGC 5482 a été découverte par l'astronome germano-britannique William Herschel en 1784.
Selon la base de données Simbad, NGC 5482 est une galaxie LINER, c'est-à-dire une galaxie dont le noyau présente un spectre d'émission caractérisé par de larges raies d'atomes faiblement ionisés.
À ce jour, deux mesures non basées sur le décalage vers le rouge (redshift) donnent une distance de 95,450 ± 3,606 Mpc (∼311 millions d'al), ce qui est à l'intérieur des valeurs de la distance de Hubble. Notons cependant que c'est avec la valeur moyenne des mesures indépendantes, lorsqu'elles existent, que la base de données NASA/IPAC calcule le diamètre d'une galaxie et qu'en conséquence le diamètre de NGC 5482 pourrait être d'environ 57,6 kpc (∼188 000 al) si on utilisait la distance de Hubble pour le calculer.

## Groupe de NGC 5532
Selon Abraham Mahtessian, NGC 5482 fait partie du groupe de NGC 5532, la galaxie la plus brillante de ce groupe. Ce groupe de galaxies compte au moins quatre membres. Les quatre autres galaxies du groupe sont NGC 5463, NGC 5532, et NGC 5550.
À ces quatre galaxies, il faudrait peut-être ajouter la galaxie LEDA 3819530 dont on peut trouver les renseignements sur la base de données NASA/IPAC en utilisant la désignation NGC 5463B. La distance de Hubble de cette galaxie est égale à 112,42 ± 7,78 Mpc (∼367 millions d'al). Étant donné les incertitudes de ces valeurs, NGC 5463 et NGC 5463B forment possiblement un couple physique et selon l'image obtenue des données du relevé SDSS, ces deux galaxies semblent même être en interaction gravitationnelle.